# Бригитта Шведская
Бриги́тта Шведская, Биргитта (швед. Birgitta; 1303, Финста, Стокгольм — 23 июля 1373, Рим) — католическая святая, писательница, мистик, основательница ордена бригитток, покровительница Европы.

## Семья
Бригитта родилась в 1303 году в аристократической шведской семье, её отец был лагманом  в Уппланде, одной из важнейших областей Швеции. Мать Ингеборг Бенгтсдоттер (ум. 1314) тоже имела благородное происхождение и вела родословную от королевской династии Фолькунгов. В 13 лет Бригитту выдали замуж за высокородного дворянина Ульфа Гудмарссона. В супружестве она имела 8 детей.  Одна из её дочерей была позднее прославлена, как Св. Екатерина Шведская, а сын Карл жил при дворе королевы Джованны Неаполитанской. Влюбившись в Карла, Джованна вынудила его развестись с женой, но не успев обвенчаться с королевой, тот умер. В его смерти Бригитта и её семья считали виновной королеву.

## Биография
Несмотря на то, что её взгляды формировались в аристократическом окружении, Бригитта с девичьих лет отдавала предпочтение духовным ценностям и мало заботилась о материальных, помогая бедным и больным всей округи. Несмотря на восторженно возвышенное состояние ее ума, приводившее к видениям, в которые она верила, как в божественные откровения, она, в качестве домохозяйки и в своем положении при дворе, отличалась здравым смыслом.
В 1335 году Бригитта оказалась при дворе короля Магнуса Эрикссона, где служила его жене Бланке Намюрской.
В 1341 году, во время паломничества в Сантьяго-де-Компостела, которое Бригитта совершала со своим мужем Ульфом, её впервые посетило видение Девы Марии. В путешествии Ульф тяжело заболел, и Бригитта обещала посвятить себя Христу в случае выздоровления мужа. Когда болезнь прошла, Бригитта убедила супруга стать цистерцианским монахом, а сама поселилась рядом с монастырём Альвастра. В 1344 году Ульф скончался.
В 1346 году Бригитта, как она утверждала, получила от Иисуса повеление основать новый монашеский орден. Магнус Эрикссон был благосклонен к этой идее и выделил землю в Вадстене под будущий монастырь ордена. Однако папа римский Климент VI из Авиньона отклонил прошение св. Бригитты.
Климент VI обвиняется в откровениях в том, что не прилагает достаточно усилий, чтобы остановить войну между королём Англии Эдуардом III и королём Франции Филиппом VI. В откровении есть такие слова Христа:

«Запиши  именем  моим  эти  слова                                                                       для  папы  Климента:  я  вознес  тебя  и  сделал  выше  всякой  степени  славы.  Встань  же, чтобы  сделать  мир  между  королями  Франции  и  Англии,  которые  являются  опасными  зверьми,  душами  предателей...  И  увидь кровь  моих  святых,  и  я  воздам  тебе,  что должно.  Обрати  взор  также  на  время  предшествующее,  в  котором  смело  ты  ввергал меня  в  гнев,  который  оставался  без  ответа,  в котором  ты  делал  все  по  своему  желанию,  а не  по  долгу,  от  чего  я  страдал,  как  будто  бы не  слышал  [всего  этого].  Так  как  время  мое приходит  и  я  спрошу  с  вас  дерзость  и  халатность  времени  вашего.  И  как  я  позволил тебе  взойти  через  все  степени,  так  и  снизойдешь  духовно  через  другие,  которые  истинно  испытаешь  в  душе  и  теле,  если  не  повинуешься  словам  моим.  И  будет  молчать язык  твой  многоговорливый,  и  имя  твое,  которым  ты  назывался  на  земле,  будет  упрекаемо  и  предано  забвению  пред  лицом  моим и моих святых.  Спрошу также с тебя,  какими недостоинствами  (пока  мною  было  позволено)  ты  всех  званий  достиг,  которые  мне, Богу,  лучше  известны,  чем  памятны  твоей беспечной  совести.  Почему  ты  был  равнодушным  к  восстановлению  мира  [меж]  королей  и  отдавал  предпочтение  одной  из сторон.  Наверху  ничего  не  будет  забыто, то,  как  честолюбие  и  страсть  церкви  твоего  времени  процветает  и  увеличивается,  и что  многие  из  них  ты  был  в  состоянии  изменить  и улучшить,  но  ты,  любитель  плоти, не  желал.  Встань  же,  прежде  чем  пришел твой  последний  час,  небрежность  прежних времен  ревностью  предпоследнего  времени затуши!  Если,  однако,  сомневаешься,  какого  духа  эти  слова,  вот  королевство  и  человек,  являющиеся  свидетелями  изумительного  и  чудесного  свершения».  

«Услышьте теперь! Колокола пылают, и люди кричат: „Государь наш мертв, государь наш Папа покинул нас; благословен будь сей день, но не благословен сей государь“. Как странно, ибо кричать им было б уместно — „Да благословит Господь нашего государя жизнью длинной и благополучной“; а они кричат и приговаривают с радостью: „Упал он, и пусть не встанет никогда!“ Но не странно это, ибо сам он, которому следовало б восклицать: „Придите ко мне и обретите покой в душах своих“, призывал всех: „Придите ко мне и поклонитесь ко мне, живущему в роскоши и славе более, чем у царя Соломона были. Придите ко двору моему, и опустошите кошели свои, и мы найдем прощение вашим душам“. Так кричал он и устами и пергаментами своими. Посему и Моему гневу пришло время, и буду судить я его как одного из тех, кто разгонял стада святого Петра. О, что за суд ожидает его! Но всё же, если он успеет обратиться ко Мне, я приду к нему и встречу на полпути, как заботливый отче».

Нелестные отзывы в откровениях есть и в адрес Эдуарда III и Филиппа VI, которых Богоматерь называет «жадными и кровавыми палачами». Обоим монархам были представлены откровения, в которых закончить Столетнюю войну предлагалось с помощью династического брака между домами Эдуарда III и Валуа. Браки между представителями этих династий состоялись только после смерти Бригитты: Ричард II женился на Изабелле Валуа, а Генрих V затем на её сестре Екатерине Валуа. Генрих V и его супруга подарят землю для ордена бригитток.
В 1350 году Бригитта переехала в Рим, где жила до самой смерти, за вычетом регулярных паломничеств. Она снискала в Риме добрую славу своей добродетельной жизнью и своим милосердием.
Опустошение Рима, покинутого ради Авиньона, до глубины души поразило душу Бригитты и вдохновило её на красноречивые страницы, достойные Петрарки:

О Рим, Рим! стены твои разрушены, ворота твои оставлены без стражи, священные сосуды твои распроданы и алтари твои оставлены опустевшими, нет больше для них ни жертв, ни священного ладана, и посему не восходят больше сладкие ароматы над Святая святых.

Своими призывами Бригитта также вносила лепту в прекращение авиньонского пленения пап и возвращение Св. Престола из Авиньона в Рим. В 1370 году, ненадолго приехавший в Рим папа Урбан V наконец разрешил св. Бригитте учредить новый орден, получивший впоследствии название бригитток и построить монастырь.
Монастырь в Вадстене был достроен в 1384 году, но сама основательница до этого не дожила. Св. Бригитта умерла в 1373 году в Риме, сразу после паломничества в Иерусалим. Её тело было впоследствии перезахоронено в Вадстене.

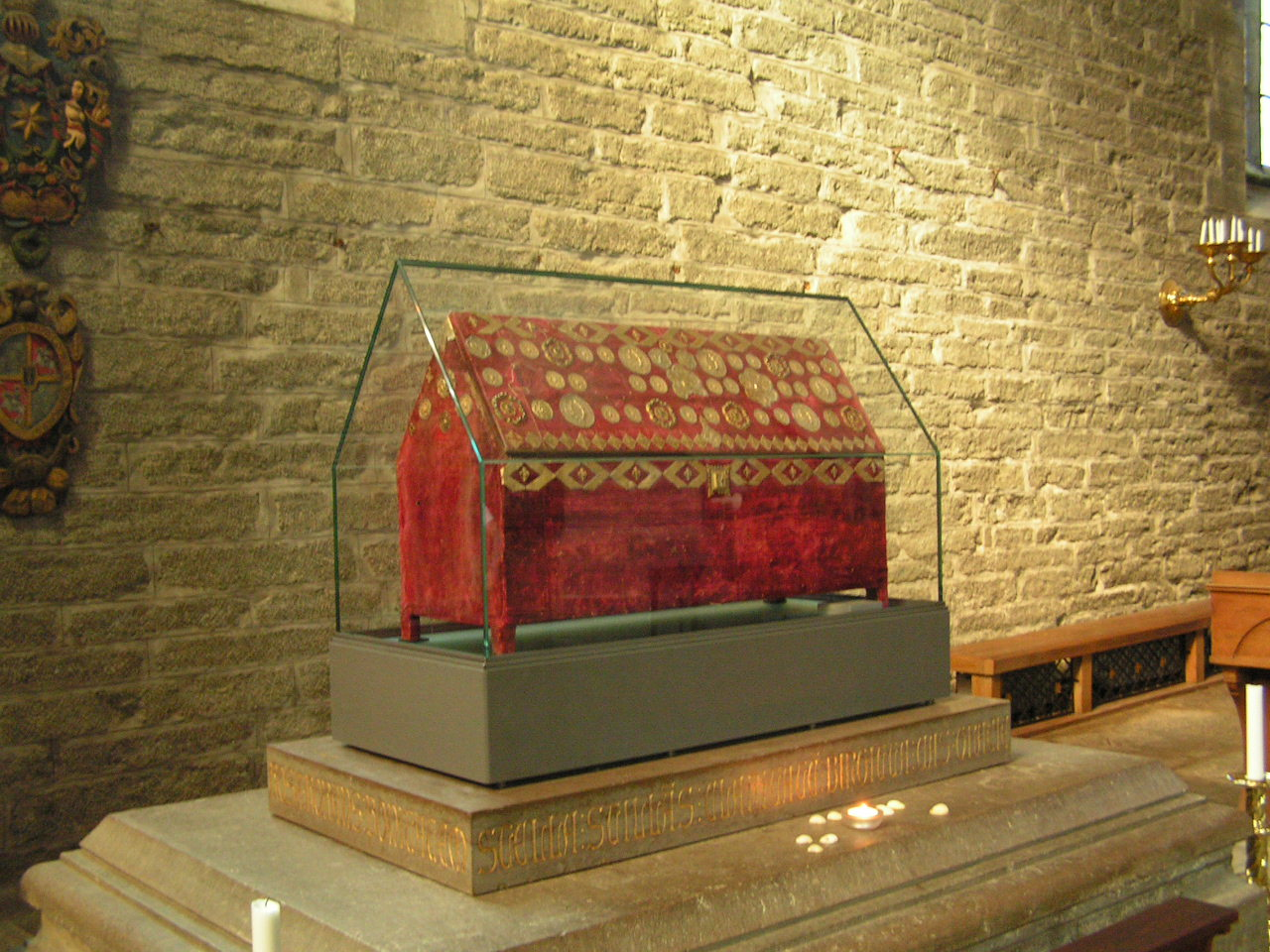
Рака святой Бригитты Шведской

### Канонизация
В 1391 году она была канонизирована папой Бонифацием IX. В 1999 году была провозглашена покровительницей Европы папой Иоанном Павлом II.
Память св. Бригитты в Католической церкви — 23 июля.

## Произведения
«Откровения» состоят из восьми книг и были переведены на латынь Альфонсо Хаэнским, душеприказчиком Биргитты, вскоре после её смерти. Первая печатная версия появилась в 1492 году в типографии Бартоломео Готана.
Кроме «Откровений» от Биргитты остались «Малые труды» (Opera Minora): Regula Salvatoris — Устав Ордена бригитток, Sermo Angelicus и Extravagantes — откровения, не вошедшие в первые восемь книг.
Они оказали значительное влияние на более поздние религиозные средневековые тексты. Также «Откровения» оказались в поле внимания мистиков и писателей эпохи модерна, например, Гюисманса.
Многие политики и военачальники Средневековья и Раннего Нового времени думали, что узнают себя в персонажах пророчеств св. Бригитты. К таким можно отнести Сигизмунда III, который вёл борьбу за шведский престол. «Откровения» были одной из любимых книг германского императора Карла IV.
Среди читателей текстов Биргитты Шведской были и скептики, как, например, Жан Жерсон.
В честь Бригитты Шведской назван астероид (450) Бригитта, открытый в 1899 году.